# Francisco Chacón
Francisco Chacón Gutiérrez (Guanajuato, 8 maggio 1976) è un arbitro di calcio messicano.

## Carriera
Arbitro internazionale dal 2009,el 2010 prende parte alla CONCACAF Champions League, dove dirige tre partite, tra cui una semifinale.
L'anno successivo, dopo aver fatto il suo esordio in una gara tra nazionali maggiori, nell'occasione dell'amichevole USA - Cile, disputata nel gennaio 2011, è convocato per la Gold Cup 2011, dove dirige una partita della fase a gironi.
Circa un mese dopo, nel luglio 2011, è invitato dalla CONMEBOL alla Copa America 2011, dove dirige tre partite, tra cui un quarto di finale e una semifinale, quest'ultima tra Paraguay e Venezuela.